# كروفورد أندرسون
كروفورد أندرسون (بالإنجليزية: Crawford Anderson)‏ هو سياسي نيوزلندي، ولد في 1840، وتوفي في 12 نوفمبر 1930. انتخب عضو مجلس النواب النيوزيلندي.